# Bandera de Oregón
La bandera de Oregón es la insignia oficial del estado estadounidense de Oregón. La misma fue adoptada en 1925. Consiste en un campo azul en el que se encuentra, al frente, el sello de Oregón con las palabras State of Oregon ("Estado de Oregón") en la parte superior y el año en que adquirió el rango de estado —1859— en la parte inferior. Al reverso se encuentra representado un castor, el animal estatal. Todos estos detalles son de color dorado. La proporción de la altura de la bandera con respecto al ancho es de 3:5.
Por lo general es raro que una bandera tenga símbolos diferentes en cada uno de sus lados, además de que tales diseños son mucho más caros de fabricar. La bandera de Oregón es la única bandera estatal en los Estados Unidos con esta característica.